# Grimmia hamulosa
Grimmia hamulosa är en bladmossart som beskrevs av Lesquereux 1868. Grimmia hamulosa ingår i släktet grimmior, och familjen Grimmiaceae. Inga underarter finns listade i Catalogue of Life.